# Adrian Skogmar
Adrian Skogmar, né le 23 novembre 2005 en Suède, est un footballeur suédois qui évolue au poste de milieu central au Malmö FF.

## Biographie

### En club
Né en Suède, Adrian Skogmar est formé par le Malmö FF, qu'il rejoint en 2011 à l'âge de cinq ans. Il remporte avec l'équipe des moins de 17 ans du club le championnat de Suède de la catégorie lors de la saison 2022.
Il joue son premier match en professionnel le 1er juillet 2023, à l'occasion d'une rencontre d'Allsvenskan contre l'IK Sirius. Il entre en jeu à la place de Oscar Lewicki, et son équipe s'impose par trois buts à zéro,. Le 26 septembre 2023, Skogmar signe son premier contrat professionnel avec le Malmö FF, le liant au club jusqu'en décembre 2026.
Il est sacré champion de Suède en 2023,.
Le 31 octobre 2024, Skogmar signe un nouveau contrat avec Malmö, d'une durée de quatre ans, soit jusqu'en décembre 2028.
En participant à la saison 2024 il est sacré champion de Suède pour la deuxième fois avec Malmö.

### En sélection
Adrian Skogmar représente l'équipe de Suède des moins de 17 ans pour deux matchs joués en 2021.

## Palmarès
Malmö FF
- Championnat de Suède
  - Champion : 2023 et 2024